# Сирени в популярната култура

## В книгите
1. В сериите „Шанара“ на Тери Брукс има вид месоядно растение, наречено „сирени“, което расте на бойните могили в източните страни. Растенията имат отровни бодли, които могат да се задействат, когато ловуват. Те мамят плячката си, като предлагат илюзия на красива пееща жена.
2. Във „ФоксТрот“ Пейдж Фокс е представен като сирена в съня на Питър Фокс за Одисей.
3. Има супергероиня на „Марвъл комикс“, наречена Сирин, чиято мутантска сила е способността да използва „звучен писък“, подобно на баща ѝ Банши. Имената на двамата герои идват от митологични герои, познати с гласовите си способности.
4. В книгата „Фантомът на операта“ от Сюзън Кий, Ерик (Фантомът) пази къщата си, пеейки под водата и мамейки хората към смъртта им, под личността на „Сирената“.
5. В книгата „Денс Мъкейбър“ („Танцът на смъртта“) на Лаурел К. Хамълтън, Анита Блейк попада в семейство на сирени, които могат да оживяват хората чрез красотата си и древната си магия. Майката и тримата ѝ сина полу-вампири се надяват, че Анита може да събуди способността за желание в най-възрастния син на сирената-майка, като за медиум се използва нейната собствена магия.
6. Сирената е „Чудовището в джоба ми“, брой 79. Тя се появява като сродник на злите чудовища, когато е показана близо да Варлок в първото издание. Злите чудовища обаче обикновено се показват в тълпи и неотличими едно от друго.

## В телевизията
1. В последния сезон на „Sailor Moon“ една от анимираните приятелки на Сейлър (приятелките от галактиката Сейлър) е спомената като Сейлър Алуминиум Сирен. В анимацията тя не пее, но както предполага името ѝ, мами жертвите си към гибелта им, променяйки се в човешка форма, а когато има възможност, се опитва да измъкне звездните им семена, но се проваля, превръщайки ги във фаги. В Материалната колекция се споменава, че тя има силата да манипулира песни, а хобито ѝ са баладите.
2. В епизод от комедията на ВВС „Червеното джудже“, наречена „Псирени“, се представят отблъскващи същества, които могат да създават илюзията, че са красиви жени. Те правят това, мамейки непредпазливи пътешественици към себе си, така че да могат да изсмучат мозъците им.
3. В направения за кабелни телевизии филм „Русалки“ от 2003, на „Пакс Нетуърк“, героинята русалка Венера, играна от актрисата Никита Ейгър има способности на сирена, които ѝ позволяват да омагьосва и хипнотизира мъжете герои.
4. В епизод от „Семейство Симпсън“, наречен „Истории от публичното пространство“ Одисей (Хоумър Симпсън) и екипажа му плуват и чуват пленителна песен. Представят си, че пеещите жени са великолепни нимфи. За нещастие се оказва, че „великолепните девойки“ са много грозните сестри близначки – снахи на Хоумър. Когато екипажът ги вижда, се задъхва от шок и отвращение и отплува възможно най-бързо.
5. Мелинда Кларк играе сирена в епизод на „Омагьосани“, наречен „Песен на сирена“.
6. В епизод на „Старгейт: Атлантида“ героят д-р Родни МакКей потъва в океана с малък летателен апарат наречен в сериала „локво-скачач“. На голямата дълбочина подсъзнанието му създава халюцинация с лейтенант Саманта Картър. Тя го обезсърчава да изпълни плана си да използва моторите на кораба, за да се издигне. Тя се опитва да го разсее, като го съблазнява и целува, но той бързо разбира какво се опитва да направи тя и я игнорира, казвайки: „Виждам какво правиш, лейтенант Сирена!“
7. От 21 април 2006 г. сапунената опера на NBC „Страсти“ представя героинята Сирена, русалка, която е влюбена в Мигел Лопес-Фитцджералд.
8. В телевизионните серии „Батман“ злодейка, наречена Лорелай Кирка („Сирената“), играна от Джоан Колинс, се появява в епизод 97-и, наречен „Риданието на сирената“. Епизодът е излъчен по радиото на 28 септември 1967 г.
9. В шоуто на „Disney Channel“ „Толкова странно“ героят Чарли Бел е омаян от сирена, която среща в дресьорски съд и която иска да избяга с него.
10. В серяла H2O Just add water Клео една от русалките е представена като сирена когато е видяла пълнолунието.

## Във филмите
1. Ел Макферсън, Порша ди Роси и Кейт Фишър играят сирени до Хю Грант, Тара Фитцджералд и Сам Нийл в „Сирени“ на Джон Дуиган от 1994, умерено еротична комедия. Основният (измислен) сюжет е за млад английски свещеник и жена му, които са въвлечени в свят на съблазнително изкуство, докато се опитват да убедят действителния австралийски художник Норман Линдзи (игран във филма от Сам Нийл) да оттегли спорна творба на изкуството от предстояща изложба. Обаче в дома на художника двойката все повече е въвлечена в по либералното по отношение на сексуалността семейство на Линдзи и трите му красиви модела.
2. Три „сирени“ са представени във филма от 2000 г. „О братко, къде си?“

## В музиката
1. Тим Бъкли написал и изпълнил песен, наречена „Песен за сирената“, на която са били правени кавърверсии от много музиканти, от които най-известните са може би близнаците Кокто.
2. The Chemical Brothers издали друга песен, също наречена „Песен за сирената“ в дебютния им албум от 1995 „Exit Planet Dust“.
3. Сирена е представена в първия сингъл на Radiohead „There There“ в шестия им албум „Hail to the Thief“ („Поздрав за крадеца“).
4. Британската синтпоп група Erasure има песен, озаглавена „Песен на сирена“ в албума им от 1991 „Chorus“.
5. Песента „Сирена“ на Tori Amos е в саундтрака на филма „Големите надежди“.
6. Финландската хевиметъл група Nightwish също има песен „Сирената“, в която се разказва за мъж, връзващ се за колелото на кораба си, за да устои на красивата сирена на морето.
7. Хевиметъл групата „Savatage“ има песен, наречена „Сирени“ в дебютния им албум със същото име, издаден през 1983 г.
8. Групата Стийли Дан издала песен, озаглавена „Домът накрая“, в която има асоциации с приключението на Одисей със сирените.

## В театъра
„Сирената“ бил мюзикъл на Бродуей в стила на оперета, който бил игран в „Кникърбокър Тиътър“ през 1911 г.

## В компютърни и видео игри
1. Сирена може да бъде призована от герои в много игри от серията „Final Fantasy“; тя обикновено може да въдвори тишина сред противниците на играча. Играчът обикновено може да я призове след огнените, студените и светлинните помощници.
2. В сериите видео игри „Star Control“ вид извънземни са раса от красиви сини жени, наречени „сиреени“. Също така, корабите им могат да използват мисловен контрол, за да викат екипажа от вражеския кораб да работи на техния.
3. Сирени са героините Ел, Флеймъш и Моник в конзолната ролева игра „Legend of Mana“. Флеймъш е русалка, докато Ел и Моник са подобни на птици от кръста надолу и имат крила (въпреки че тези на Моник определено приличат повече на растения, отколкото на птици). Ел (единствената сирена, с която може да се играе) страдала, когато разбрала, че пеенето ѝ е накарало кораба да се удари и се зарекла никога повече да не пее, докато приятелите ѝ не я убедили, че не бива да я е срам от факта, че е сирена. Моник е позната с това, че пее на невидими феи, за да ги накара магически да запалят лампите, които изработва.
4. В „God of War“ главният герой Кратос трябва да намери и победи три сирени и слугите им минотаври в пустинята.
5. Сирените присъстват (макар и само рядко) във видео играта „Castlevania“. В случаите, когато все пак се появят, физическият им външен вид никога не е същият. Като характер сирената е само по-силна версия на харпията, „заклинателка“ и има оригиналната си митологична форма.
6. „Сирена“ е категория във видео играта „Tactics Ogre: Knights of Lodis“. Вместо да е чародейка (позиция, взета от вещицата), Сирена е магическа електроцентрала, способна да използва най-силното лошо заклинание с унищожителни резултати.
7. Във видео играта Судки има чудовище шеф, което е сирена.

## Други
1. „Sir3n“ е популярно културно списание.
2. Логото на „Starbucks“ представя картина на сирена в центъра (въпреки че, за да сме по-точни, изображението е по-близко до това на мелозина или русалка с две опашки).
3. Сирената е талисман на „The Buffalo Seminary“, училище за момичета в Бъфало, Ню Йорк.